# ミルウォーキー郡 (ウィスコンシン州)
ミルウォーキー郡（英: Milwaukee County）は、アメリカ合衆国ウィスコンシン州の南東部に位置する郡である。人口は93万9489人（2020年）で、州内第1位の郡である。郡庁所在地は州内第1位のミルウォーキーである。ミルウォーキー郡はミルウォーキー都市圏の中心である。
2010年の都市圏人口は175万人を超えており、全米第29位である。

## 地理
アメリカ合衆国国勢調査局に拠れば、郡域全面積は1,190平方マイル (3,081 km2)であり、このうち陸地242平方マイル (626 km2)、水域は948平方マイル (2,456 km2)で水域率は79.70%である。

### 主要高規格道路
| - 州間高速道路94号線 - 州間高速道路43号線 - 州間高速道路794号線 - 州間高速道路894号線 - アメリカ国道18号線 - アメリカ国道41号線 - アメリカ国道45号線 - ウィスコンシン州道24号線 - ウィスコンシン州道32号線 - ウィスコンシン州道36号線 - ウィスコンシン州道38号線 | - ウィスコンシン州道57号線 - ウィスコンシン州道59号線 - ウィスコンシン州道100号線 - ウィスコンシン州道119号線 - ウィスコンシン州道145号線 - ウィスコンシン州道175号線 - ウィスコンシン州道181号線 - ウィスコンシン州道190号線 - ウィスコンシン州道241号線 - ウィスコンシン州道794号線 |

### 隣接する郡
- オゾーキー郡 - 北
- ラシーン郡 - 南
- ウォキショー郡 - 西
- ワシントン郡 - 北西
- マスキーゴン郡 (ミシガン州) - 東、ミシガン湖の対岸
- オタワ郡 (ミシガン州) - 東、ミシガン湖の対岸

## 人口動態

2000人口ピラミッド

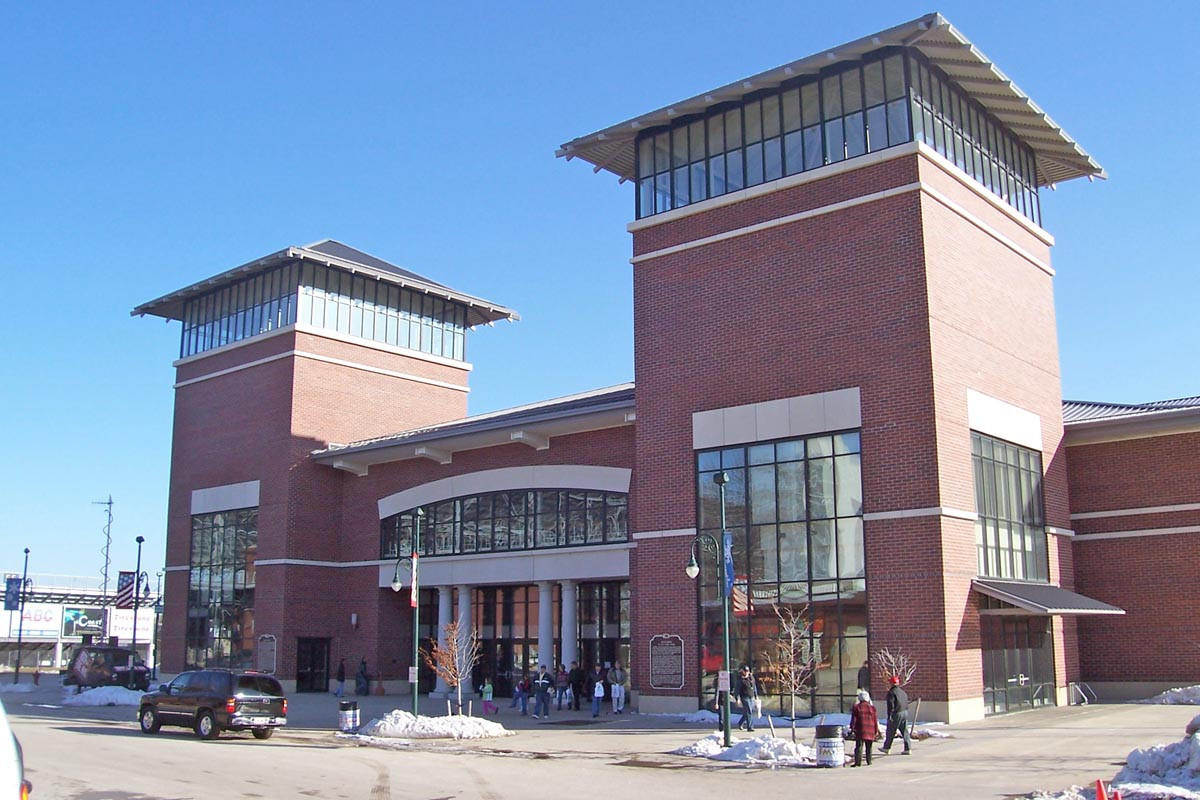
ウェストアリス市にあるウィスコンシン州展示場

以下は2007年の推計による人口統計データである。
| 基礎データ - 人口: 951,026人 - 世帯数: 377,729 世帯 - 家族数: 225,126 家族 - 人口密度: 1,503人/km2（3,931人/mi2） - 住居数: 400,093軒 - 住居密度: 640軒/km2（1,656軒/mi2） 人種別人口構成 - 白人: 65.62% - アフリカン・アメリカン: 24.59% - ネイティブ・アメリカン: 0.72% - アジア人: 2.57% - 太平洋諸島系: 0.04% - その他の人種: 4.25% - 混血: 2.21% - ヒスパニック・ラテン系: 8.77% 先祖による構成 - ドイツ系：25.0% - ポーランド系：10.9% - アイルランド系：5.3% | 年齢別人口構成 - 18歳未満: 26.4% - 18-24歳: 10.5% - 25-44歳: 30.3% - 45-64歳: 20.0% - 65歳以上: 12.9% - 年齢の中央値: 34歳 - 性比（女性100人あたり男性の人口） - 総人口: 92.0 - 18歳以上: 88.1 世帯と家族（対世帯数） - 18歳未満の子供がいる: 29.5% - 結婚・同居している夫婦: 39.0% - 未婚・離婚・死別女性が世帯主: 16.3% - 非家族世帯: 40.4% - 単身世帯: 33.0% - 65歳以上の老人1人暮らし: 10.7% - 平均構成人数 - 世帯: 2.43人 - 家族: 3.13人 |

アメリカ合衆国国勢調査局に拠れば、ミルウォーキー郡は国内で黒人と白人の住宅地域融合が最も進んでいる大都市圏の中心である。

## 郡政府
ミルウォーキー郡では、郡執行役（郡長）、地区検事、保安官、および登記官が選挙で選ばれる役人であり、全て民主党員で占められている。郡政委員会は19人の委員で構成されている。

## 交通
ミルウォーキー郡交通システムが郡内のバス便を運行しており、56路線で469台のニューフライアーと5台のギリグ低床バスを走らせている。

## 都市と町
| 都市 | 村 |
| --- | --- |
| - ミルウォーキー（部分） - 郡庁所在地 - ウェストアリス - カダヒー - フランクリン - グレンデール - グリーンフィールド - オーククリーク - サウスミルウォーキー - ウォーワトサ - セントフランシス | - ベイサイド（部分） - ブラウンディア - フォックスポイント - グリーンデール - ヘイルズコーナーズ - リバーヒルズ - ショアウッド - ウェストミルウォーキー - ホワイトフィッシュベイ |